# Altermondialismus

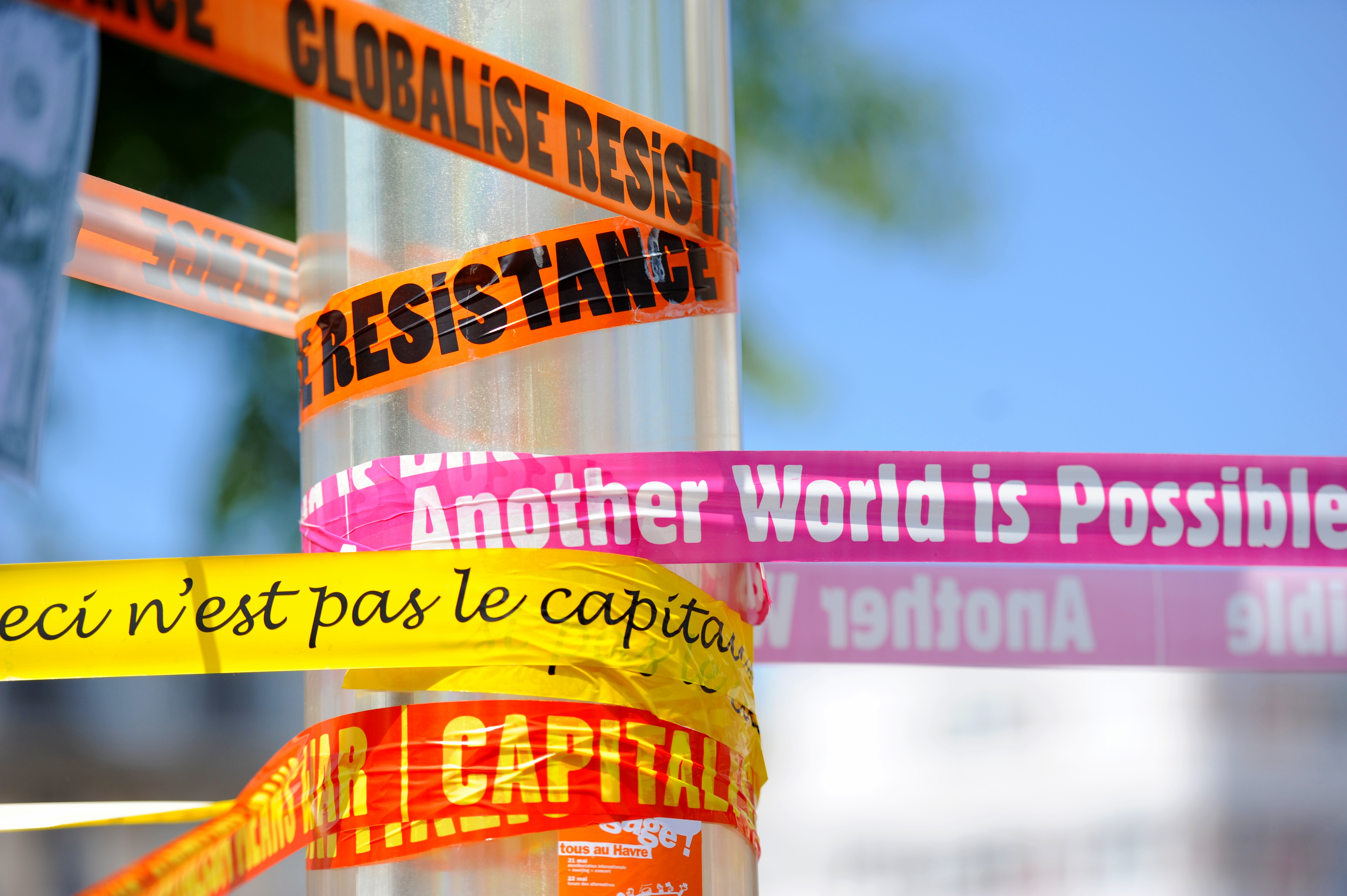
Bänder mit altermondialistischen Slogans während des G8-Gipfels in Deauville 2011

Altermondialismus (von französisch altermondialisme, „andere Globalisierung“) oder Alterglobalisierung (englisch alter-globalisation) ist eine Variante der Globalisierungskritik, die Globalisierung an sich befürwortet, aber deren „neoliberale“ Erscheinungsform einer „Globalisierung von oben“ ablehnt, die nach Ansicht der Kritiker nur den Interessen internationaler Konzerne diene. Dem wollen die Altermondialisten eine „Globalisierung von unten“ durch grenzüberschreitende Zusammenarbeit sozialer Bewegungen und Basisinitiativen entgegensetzen. 

## Ideologie
Die Ideen des Altermondialismus basieren oftmals auf (Post-)Marxismus, verbinden sich mit basisdemokratischen, ökologischen, sozialistischen, linkslibertären oder sozialdemokratischen Inhalten. Für den Soziologen Ulrich Beck verortet sich das Engagement für eine andere Globalisierung im Kosmopolitismus und ist damit auch ein Argument, Globalisierung und Kosmopolitisierung nicht gleichzusetzen. Anti-Globalisierungsbewegungen seien selbst – im kosmopolitischen und nicht im neoliberalen Sinne – globale Akteure. Typische programmatische Elemente altermondialistischer Organisationen sind demnach Menschenrechte, Demokratie, Umweltbelange, Klimaschutz, Entwicklungszusammenarbeit sowie ökonomische Gerechtigkeit. Einige Vertreter des Altermondialismus sprechen sich für einen „Dritten Weg“ zwischen neoliberalem Kapitalismus und Sozialismus aus, eine Minderheit strebt hingegen eine (globale) Revolution an.

## Historische Entwicklung
Die altermondialistische Bewegung bildete sich ab Mitte der 1990er-Jahre heraus. Als erste Meilensteine gelten der Aufstand der Zapatistas im mexikanischen Bundesstaat Chiapas ab 1994, die Streiks in Frankreich im Winter 1995/96, Demonstrationen für Schuldenerlass während des G8-Gipfels 1998 in Birmingham. Internationale Aufmerksamkeit erhielt die Bewegung ab den Protesten während der WTO-Ministerkonferenz in Seattle 1999. Die wichtigste internationale Zusammenkunft des Altermondialismus ist das seit 2001 jährlich abgehaltene Weltsozialforum mit seinem Slogan „Eine andere Welt ist möglich“. Zu den bedeutendsten altermondialistischen Organisationen gehört Attac.